# يهود آشوريون

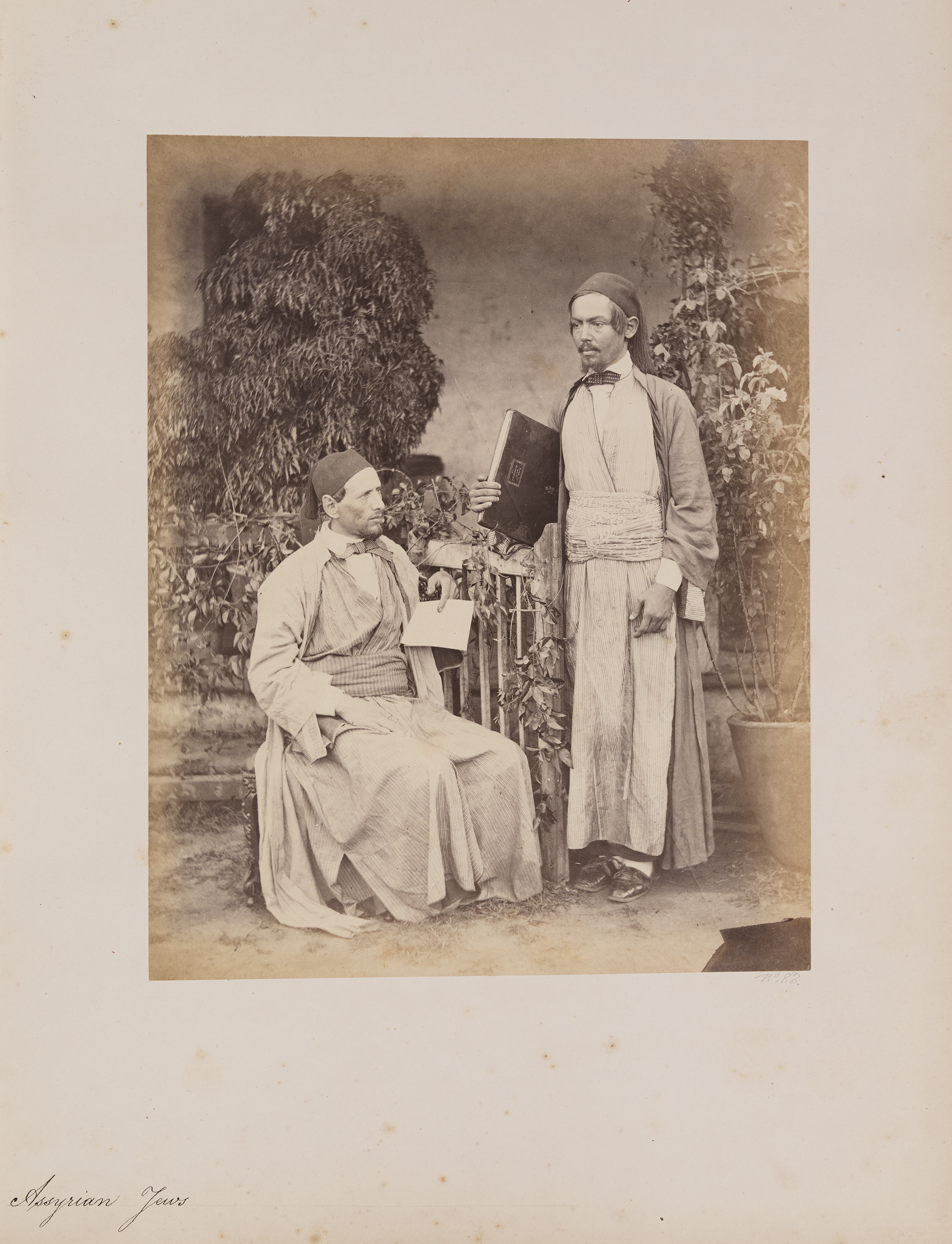
اليهود الآشوريون

اليهود الآشوريين (بالعبرية: יהודים אַשּׁוּרִים‏) هو مصطلح ظهر لأول مرة في أراضي آشور منذ الأسر الآشوري في حوالي عام 740 قبل الميلاد.

## التاريخ

توزيع اللغات واللهجات اليهودية الآرامية الحديثة قبل عام 1948

اليهود الآشوريون هم مجتمعات يهودية مزراحية ناطقة باللغة الآرامية وتعيش في المنطقة الجغرافية لبلاد ما بين النهرين في جبال زاغروس، والتي تغطي تقريبًا أجزاء من شمال غرب إيران وشمال العراق وشمال شرق سوريا وجنوب شرق تركيا. عاش اليهود الآشوريون كمجتمعات عرقية مغلقة حتى هاجروا من الدول العربية والإسلامية في أربعينيات وخمسينيات القرن العشرين فصاعداً. يتحدث المجتمع إلى حد كبير اللغة الآرامية اليهودية. اندمج العديد من اليهود الآشوريين، وخاصة أولئك الذين قدموا من المدن الكبرى في العراق، مع عدد من اليهود السفاراديين خلال القرن الثامن عشر.

### الأعمال المذكورة
- Beyer، Klaus (1986). The Aramaic Language: Its Distribution and Subdivisions. Göttingen: Vandenhoeck & Ruprecht. ISBN:9783525535738. مؤرشف من الأصل في 2023-03-26.